# Nacktmaus

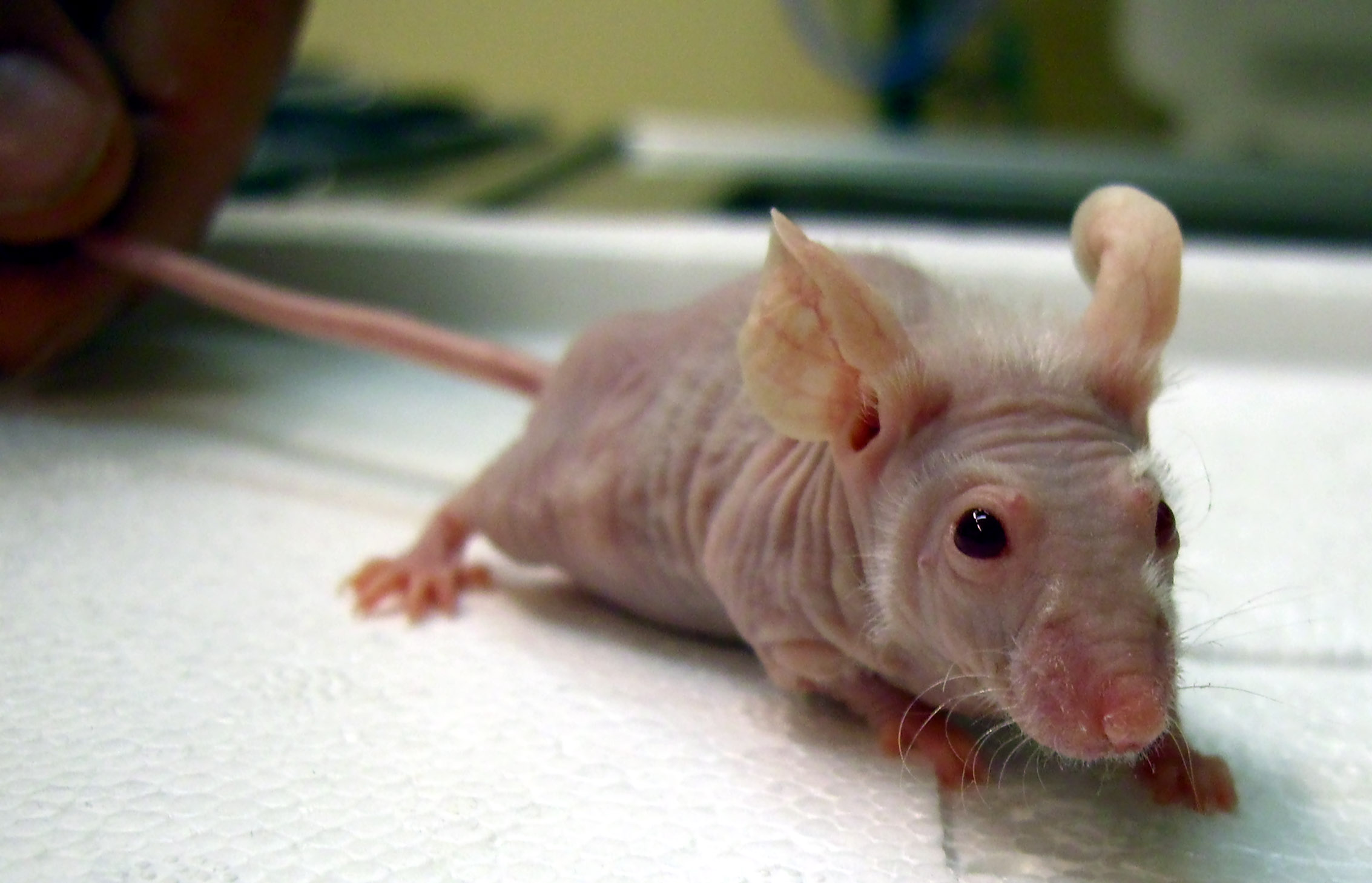
Eine Nacktmaus

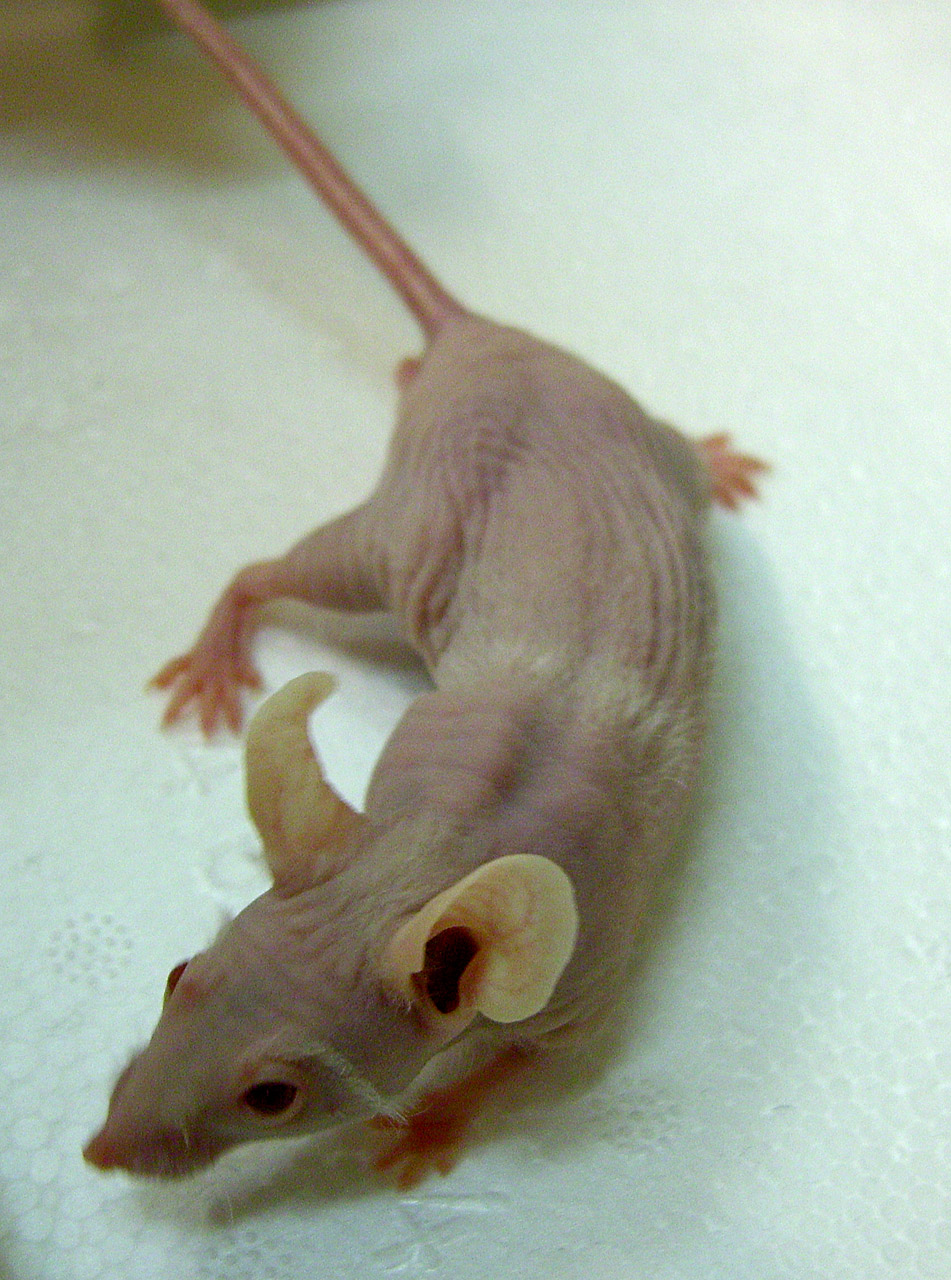
Nacktmaus von oben

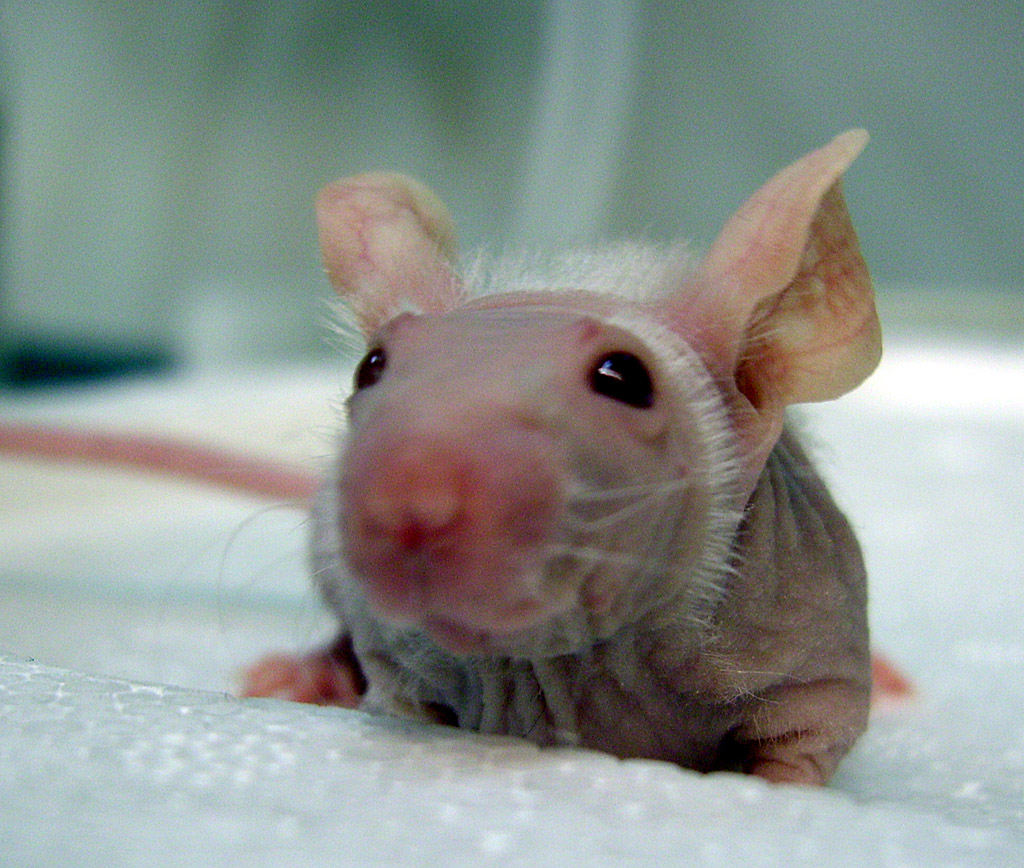
Nacktmaus von vorne

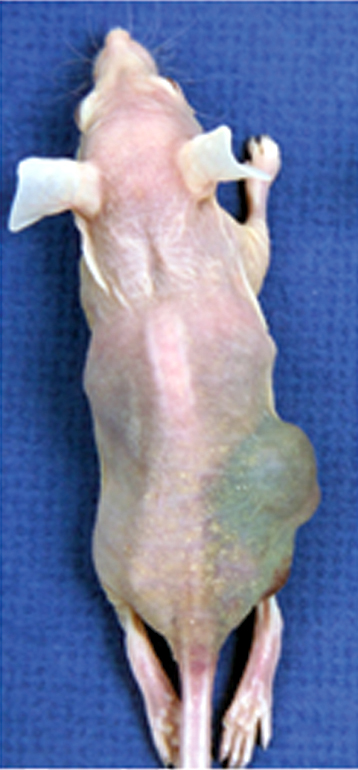
Athymische Maus mit implantiertem humanem Prostatakarzinom (LNCaP-Zelllinie).

Die Nacktmaus, auch thymusaplastische Maus oder athymische Maus genannt, ist ein genetischer Mutant der Hausmaus mit fehlendem Thymus. Der Phänotyp (das Aussehen) der Maus äußert sich durch ein Fehlen der Körperbehaarung, woraus sich ihr Name herleitet. Die Nacktmaus ist für die Forschung ein außerordentlich wichtiger Modellorganismus.

## Eigenschaften und Verwendung
Der zugrunde liegende Gendefekt bewirkt nicht nur das Ausbleiben der Körperbehaarung, sondern auch eine fehlende Entwicklung des Thymus verbunden mit einer starken Verringerung der Anzahl an T-Lymphozyten. Im Thymus findet die Umwandlung von Thymozyten (Prä-T-Lymphozyten) in T-Lymphozyten (T-Zellen) statt. 
Die Anzahl an B-Zellen bei den Lymphozyten ist in der Nacktmaus normal, während reife T-Lymphozyten fehlen.
Durch den erheblichen Mangel an T-Lymphozyten hat die Nacktmaus ein stark eingeschränktes Immunsystem, was sie zu einem idealen Wirt für homologe und xenogene (sogenannte Xenografts) Transplantationen macht.
Gegen Xenografts, beispielsweise Gewebeteile maligner Tumoren von anderen Lebewesen (meist humanen Ursprungs), gibt es bei der Nacktmaus keine vom Immunsystem induzierte Abstoßungsreaktion. 
Xenotransplantationen bei der Nacktmaus werden allgemein in der Forschung genutzt, um beispielsweise neue Methoden in der Diagnostik und Therapie von Krebserkrankungen zu entwickeln.
Das Fehlen des Thymus bewirkt bei der Nacktmaus einen Ausfall:
1. der Produktion von Antikörpern (dazu werden CD4+-T-Helferzellen benötigt)
2. der zellvermittelten Immunantwort (erfordert CD4+-T-Helferzellen und/oder Cytotoxische T-Zellen)
3. der verzögerten Überempfindlichkeit (benötigt CD4+-T-Leukozyten)
4. der Beseitigung von virulenten oder malignen Zellen (erfordert Cytotoxische T-Zellen)
5. der Abstoßung von Fremdgewebe (benötigt CD4+-T-Helferzellen und Cytotoxische T-Zellen)

Das schwache Immunsystem der Nacktmäuse erfordert besondere Bedingungen bei der Haltung der Tiere. So sind neben einer speziellen Nahrung eine staubfreie Einstreu in möglichst keimfreier Umgebung (Laminar-Flow-Käfige), Temperaturen um 25 °C und eine Luftfeuchtigkeit von 65 % zur Haltung der Tiere notwendig.

## Genetik
Nacktmäuse haben eine spontane Deletion im FOXN1-Gen. Menschen mit Mutationen in FOXN1 sind ebenfalls athymisch und haben ein Immundefizit. Knockout-Mäuse mit einer Deletion in FOXN1 zeigen den gleichen Phänotyp. Nacktmaus-Weibchen haben unterentwickelte Brustdrüsen und sind deshalb nicht in der Lage, ihre Jungen ausreichend zu stillen. Nacktmaus-Männchen werden deshalb mit heterozygoten Weibchen gepaart.

## Geschichte
1961 entstanden in Glasgow infolge einer Spontanmutation bei Albino-Mäusen athymische Mäuse. Die Mutation unterliegt einem autosomal rezessiven Erbgang. Haarlosigkeit und Thymusaplasie (das Fehlen des Thymus) sind dabei untrennbare Eigenschaften.
1971 führten Rygaard und Povlsen erstmals eine erfolgreiche Transplantation eines humanen Kolonkarzinoms in die Nacktmaus durch.
1972 konnten in einer Zellkultur gewachsene Tumorzelllinien in die Nacktmaus transplantiert werden. Mit der Behandlung des bei der Nacktmaus transplantierten Burkitt-Lymphoms wurde 1974 erstmals ein neuer Weg in der präklinischen Entwicklung von Zytostatika beschritten.